# SaGa Frontier 2
SaGa Frontier 2 (サガ フロンティア 2?, Saga Furontia Tsū) è un videogioco di ruolo sviluppato da Square per la PlayStation.
È l'ottavo gioco originale nella serie SaGa. Inizialmente uscito in Giappone nel 1º aprile del 1999, la versione in inglese è stata resa disponibile in Nord America nel 31 gennaio 2000 e per il Regno Unito nel 16 febbraio 2000 dalla Square Electronic Arts; e, nella regione europea il 22 marzo 2000. Lo sviluppo per il titolo è stato guidato dal creatore della serie Akitoshi Kawazu, con le musiche di Masashi Hamauzu. Il gioco presenta uno stile grafico unico per la serie al momento in cui è stato pubblicato, utilizzando fondali e personaggi dipinti ad acquerello per dare al gioco un aspetto fiabesco e molto più fantasy. Come altri giochi della serie SaGa, il gameplay è in gran parte non lineare, dando al giocatore più percorsi da seguire per completare il gioco. Una versione rimasterizzata con nuovi contenuti è stata pubblicata il 27 marzo 2025 per Nintendo Switch, Microsoft Windows, PlayStation 4, PlayStation 5 e dispositivi mobile.